# دوج رم اس‌آرتی-۱۰
دوج رم اس‌آرتی-۱۰ (Dodge Ram SRT-۱۰) خودرویی است که در سال‌های ۲۰۰۴ تا ۲۰۰۶در مکزیک تولید شده‌است. طراحی آن خودروهای موتور جلو-محور عقب بوده طول آن در حالت طبیعی ۲۲۷٫۷ اینچ (۵٬۷۸۴ میلیمتر) و  عرض آن در حالت طبیعی ۷۹٫۹ اینچ (۲٬۰۲۹ میلیمتر) و  ارتفاع آن در حالت طبیعی ۷۴٫۴ اینچ (۱٬۸۹۰ میلیمتر)  است. سیستم جعبه‌دندهٔ آن ۴ دنده به دو صورت خودکار و دستی است.